# (9759) 1991 NE7
(9759) 1991 NE7 là một tiểu hành tinh vành đai chính. Nó được phát hiện bởi Henri Debehogne ở Đài thiên văn La Silla ở Chile ngày 12 tháng 7 năm 1991.